# Lega Italiana Football americano
La Lega Italiana Football americano (LIF) è stata una associazione sportiva attiva dal 1979 al 1983, che organizzava e promuoveva un campionato di football americano in Italia.

## Storia
Il dirigente sportivo e regista televisivo Bruno Beneck si appassionò al football americano durante un viaggio negli Stati Uniti fatto nel 1970, in cui prese contatto con il campionato professionistico della NFL e precisamente con l'organizzazione dei New York Giants, il cui direttore generale era Andy Robustelli.

### Primi tentativi
Beneck, già attivo nel baseball, fonda la Federazione Italiana Football Americano (FIFA) con lo scopo di promuovere la disciplina nella penisola italiana, ma non riesce ad affiliare l'associazione al CONI a causa dell'ostruzionismo della Federazione Italiana Rugby (FIR) che vede nell'eventuale movimento della palla ovale con la cucitura un pericoloso concorrente, che si rivolgerebbe a sportivi della medesima struttura fisica e predisposizione al contatto. La richiesta viene bocciata più volte: nel 1972 tenta di associare la FIFA alla Federazione Italiana Baseball (FIB, poi Federazione Italiana Baseball Softball) come ente aggregato, ma con esito negativo.
Tenta la strada della NFL, chiedendo supporto logistico e finanziario per promuovere la disciplina in Italia, ma l'esito è ancora negativo.
Quindi aderisce al progetto Intercontinental Football League di Bob Kap, e il 19 febbraio 1973 fonda i Rome Gladiators (che nel 1978 diventeranno i Gladiatori Roma), una delle sei squadre che avrebbero dovuto giocare il campionato basato in Europa e Turchia. La lega internazionale, che dovrebbe promuovere il football americano nel continente europeo, rimarrà un progetto sulla carta così come, per anni, anche la franchigia romana. Beneck lascia Kap nel 1976, quando una tournée italiana delle squadre universitarie di Texas A&I e Henderson State viene annullata per oscuri motivi politici.

### Il Torneo della Stampa Sportiva
Nel 1977, la FIFA di Beneck organizza un quadrangolare allo Stadio degli Oliveti di Massa con quattro squadre di alcune basi NATO in Italia, rinominate con soprannomi italiani – che verranno successivamente utilizzati per le squadre davvero italiane – e sponsorizzate da altrettanti quotidiani sportivi. Il Torneo della stampa sportiva 1977, noto anche come Torneo FIFA, si disputa dall'8 al 13 agosto e ottiene un buon successo di pubblico (10-11.000 spettatori a partita, 14.000 per la finale) e la trasmissione in differita delle semifinali, a cura della RAI.
Le squadre partecipanti sono: Gazzetta dello Sport Diavoli Milano, Corriere dello Sport Lupi Roma, Tuttosport Tori Torino e Stadio Veltri Bologna.
Il torneo viene vinto dai Tori sui Diavoli, per 13 – 8.

### La fondazione
La svolta c'è quando Marcello Loprencipe, studente universitario, e il suo amico Marcello Mentini scrivono a Beneck della loro intenzione di allestire una squadra romana: otterranno il supporto richiesto e presto, i due riescono ad attirare un centinaio di ragazzi appassionati al nuovo sport, che saranno la base di praticanti dei Gladiatori Roma e delle future squadre.
La Lega Italiana Football americano viene finalmente fondata a Roma il 27 dicembre 1979, da: Bruno Beneck, Daniela Beneck, Marcello Loprencipe e Gianfranco Calistri.

## Lo stadio di Castel Giorgio
A questo punto della narrazione, c'erano il management, i giocatori e le divise di gioco, ma mancava ancora uno stadio adeguatamente attrezzato per la disciplina.
Grazie all'intercessione di Gianfranco Calistri, nipote del sindaco di Castel Giorgio nel ternano, venne realizzato a tempo di record il primo impianto sportivo europeo dedicato al football americano: lo Stadio Vince Lombardi, intitolato al mitico allenatore italo-americano dei Green Bay Packers negli anni cinquanta e sessanta.
La franchigia professionistica statunitense regalò i pali a “Y” originali.
Sabato 19 luglio 1980, vi venne disputata la prima partita del primo campionato LIF, tra Lupi Roma e Diavoli Milano (30 – 0).
Successivamente il centro sportivo venne utilizzato dall'AIFA, e nel 2016 è stato riaperto al football americano dal 15 al 17 luglio, con l'evento Il ritorno dei Supermen e l'apertura del MUFA, il museo dedicato al football americano in Italia.

## Le squadre
Le squadre partecipanti ai due campionati organizzati dalla LIF vennero vestite dalla Rawlings secondo l'accordo preso con la NFL Properties: vennero fornite le maglie di alcune franchigie della lega professionistica che avevano i colori dei blasoni delle città italiane e/o delle relative squadre di calcio.
Sono state le seguenti:
| squadra         | maglia      | team NFL            | nota                     |
| --------------- | ----------- | ------------------- | ------------------------ |
| Diavoli Milano  | rosso-nera  | Atlanta Falcons     | nel 1981 Diavoli Pavullo |
| Gladiatori Roma | blu-argento | Detroit Lions       |                          |
| Lupi Roma       | granata-oro | Washington Redskins |                          |
| Tori Torino     | giallo-blu  | Los Angeles Rams    |                          |

## I campionati
Vennero disputati due campionati LIF con la formula del girone all'italiana con andata e ritorno: il primo, nel 1980, venne vinto dai Lupi Roma per differenza punti.
Nel 2016, i Lupi sono stati riconosciuti dalla FIDAF come i primi Campioni d'Italia della disciplina.
Il secondo non venne portato a termine a causa delle carenze organizzative, e venne disputata solo l'andata che vide i Gladiatori Roma in testa alla classifica a punteggio pieno.

### Albo d'oro
| anno | squadra campione     |
| ---- | -------------------- |
| 1980 | Lupi Roma            |
| 1981 | titolo non assegnato |

## La Nazionale
La LIF organizzò una rappresentativa nazionale ed il primo incontro tra squadre nazionali in Europa: il 14 giugno 1981, a Castel Giorgio, la Germania Ovest s'impose per 12-0.
Doveva essere disputato un secondo incontro all'Arena Civica di Milano il 17 dello stesso mese, ma saltò per problemi organizzativi non bene chiariti.

## La diaspora e la fine
Nel 1981, tre squadre su quattro abbandonarono la LIF e nel 1982, cambiando nome siccome i diritti di proprietà e sfruttamento dell'immagine erano di proprietà della lega romana, raggiunsero la Associazione Italiana Football Americano di Giovanni Gionni Colombo: i Diavoli Pavullo diventarono i Falchi Modena, i Lupi Roma diventarono i Grizzlies Roma, e i Tori Torino mutarono il nome in Tauri Torino.
Rimasero con Beneck solo i Gladiatori Roma, che per due anni disputarono alcune amichevoli, prima di essere accolti nel campionato di Serie A AIFA nel 1984.
La LIF chiuse i battenti nel 1983.